# Gephyromantis horridus
Gephyromantis horridus is een kikker uit de familie gouden kikkers (Mantellidae). De soort werd voor het eerst wetenschappelijk beschreven door Oskar Boettger in 1880. De soort behoort tot het geslacht Gephyromantis.

## Leefgebied
De kikker is endemisch in Madagaskar. De soort komt voor in het  noorden het eiland en leeft op een hoogte van 300 tot 1400 meter. De soort komt vooral voor in de regio Diana en leeft ook op het eiland Nosy Be.

## Synoniemen
- Arthroleptis horridus (Boettger, 1880)
- Hemimantis horrida Boettger, 1880
- Laurentomantis horrida (Boettger, 1880)
- Mantidactylus horridus (Boettger, 1880)
- Trachymantis horrida (Boettger, 1880)